# Дебьерн, Андре-Луи
Андре-Луи Дебьерн (фр. André-Louis Debierne) (18 июля 1874, Париж — 31 августа 1949, Париж) — французский физик и химик, первооткрыватель химического элемента актиний (1899).
Учился в элитной Школе индустриальной физики и химии в Париже у Шарля Фриделя. Был близок к Пьеру и Марии Кюри, преподававшим в этой школе. С 1894 года работал в лаборатории П. Кюри. В 1899 году, работая с отходами урановой смолки, обнаружил новый химический элемент актиний. В 1906 году после смерти Пьера Кюри активно участвовал в продолжении его работ совместно с Марией Кюри. В 1910 году они совместно выделили чистый образец соли полония и получили образец металлического радия, окончательно доказав индивидуальность этого элемента. В 1911 году ими был подготовлен первый стандартный образец чистого хлорида радия для Международного бюро мер и весов для сравнительных измерений радиоактивности. С 1935 года работал в Института радия, а также профессором Парижского университета.
Основные научные работы посвящены радиохимии и радиоактивности.